# Mary Valencia
Mary Valencia Valencia (López de Micay, Cauca, Colombia, 8 de febrero de 2003) es una futbolista colombiana nacionalizada chilena. Juega como delantera y su equipo actual es Colo-Colo de la Primera División de fútbol femenino de Chile. Es internacional con la selección femenina de fútbol de Chile.

## Trayectoria
Nació en López de Micay, municipio de la costa pacífica del departamento del Cauca en Colombia, y pasó su niñez en Zaragoza, departamento de Antioquia. En 2014, cuando tenía 11 años, migró a Chile junto a su madre, radicándose en Viña del Mar. Rápidamente destacó en el fútbol escolar, pasando en 2018 al Santiago Wanderers Femenino, donde estuvo por tres temporadas. En esos años frecuentemente fue convocada como invitada a las selecciones inferiores de Chile.
En 2021, finalizó su vínculo con Wanderers, fichando como jugadora libre en Santiago Morning. Al año siguiente consiguió la nacionalidad chilena, tras haber cumplido con creces los cinco años de residencia.
Para la temporada 2025, fue confirmada como nuevo refuerzo de Colo-Colo.

## Selección nacional
Valencia participó con la selección sub-20 en los Juegos Suramericanos de 2022.Ese mismo año también fue convocada por Chile al Campeonato Sudamericano Femenino Sub-20 de 2022, debutando en el empate 0-0 ante Argentina. Anotó su primer gol en la victoria 3-0 contra Perú en el mismo torneo.
Con la selección absoluta, Valencia debutó el 25 de junio de 2022 en una derrota por 1-0 contra Venezuela. 
Formó parte de la nómina de la selección durante la Copa América Femenina 2022, anotando un gol en la victoria por 5-0 contra Bolivia.  En 2025, es citada por la selección para disputar su segunda CONMEBOL Copa América Femenina, esta vez en Ecuador. 

### Partidos internacionales
| Selección chilena | Selección chilena | Selección chilena |
| Año               | Partidos          | Goles             |
| ----------------- | ----------------- | ----------------- |
| 2022              | 3                 | 1                 |
| 2024              | 4                 | 0                 |
| 2025              | 6                 | 1                 |
| Total             | 13                | 2                 |

## Clubes
| Club               | País  | Año           |
| ------------------ | ----- | ------------- |
| Santiago Wanderers | Chile | 2018-2021     |
| Santiago Morning   | Chile | 2022-2024     |
| Colo-Colo          | Chile | 2025-presente |